# District de Landeck
Le district de Landeck est une subdivision territoriale de l'État du Tyrol en Autriche.

## Géographie

### Lieux voisins
|                                                           | district de Reutte |                                                   |
| district de Blundenz (Vorarlberg)                         |                    | district d'Imst                                   |
| Région d'Engiadina Bassa/Val Müstair (canton des Grisons) |                    | province autonome de Bolzano (Trentin-Haut-Adige) |

## Communes
Le district comporte 30 communes :
- Faggen (280)
- Fendels (258)
- Fiss (859)
- Fließ (2 924)
- Flirsch (941)
- Galtür (774)
- Grins (1 295)
- Ischgl (1 489)
- Kappl (2 586)
- Kaunerberg (344)
- Kaunertal (593)
- Kauns (447)
- Ladis (533)
- Landeck (7 336)
- Nauders (1 536)
- Pettneu am Arlberg (1 454)
- Pfunds (2 488)
- Pians (819)
- Prutz (1 670)
- Ried im Oberinntal (1 212)
- Sankt Anton am Arlberg (2 523)
- Schönwies (1 654)
- See (1 100)
- Serfaus (1 091)
- Spiss (143)
- Stanz bei Landeck (592)
- Strengen (1 253)
- Tobadill (522)
- Tösens (695)
- Zams (3 388)